# Partito Laburista Nazionale (Australia)
Partito Laburista Nazionale è il nome che usò il primo ministro australiano Billy Hughes per sé e i suoi seguaci dopo essere stato espulso dal Partito Laburista Australiano nel novembre del 1916 a causa della sua posizione favorevole alla coscrizione in relazione alla prima guerra mondiale. Hughes aveva preso il posto di Andrew Fisher come leader laburista e primo ministro d'Australia quando quest'ultimo, contrario alla leva obbligatoria, rassegnò le dimissioni.

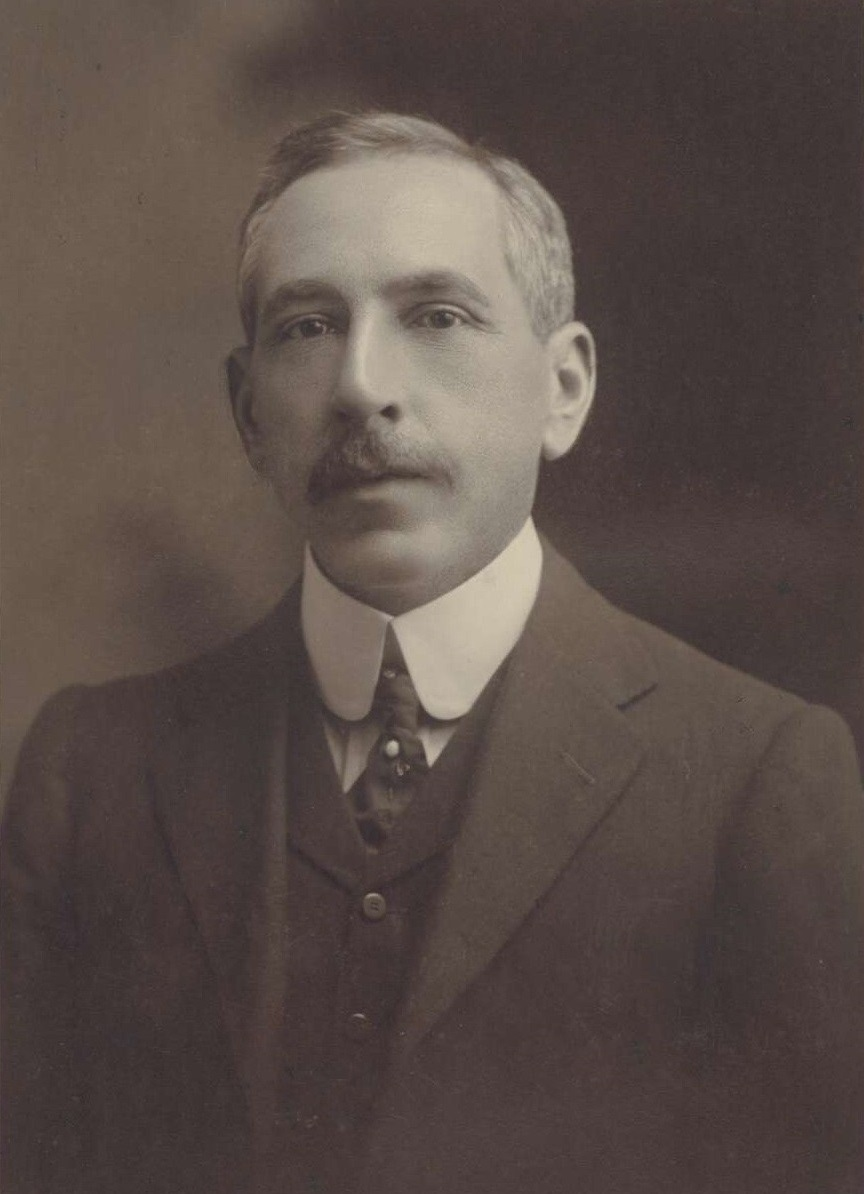
Billy Hughes, primo ministro australiano dal 1915 al 1923, seppur con tre diverse fazioni

Il 15 settembre 1916 l'esecutivo del partito laburista espulse Hughes; quando il caucus laburista si incontrò il 14 novembre dello stesso anno seguirono lunghe discussioni al riguardo fino a quando Hughes lasciò la riunione, seguito da altri 24 membri. I rimanenti 43 membri fecero quindi passare una mozione di sfiducia per la leadership di partito, arrivando quindi ad espellere a tutti gli effetti Hughes e i suoi sostenitori.
Hughes formò un governo di minoranza, usando brevemente il nome di laburisti nazionali, appunto. Nel febbraio del 1917 il gruppo dei laburisti nazionali iniziò una fusione con il Partito Liberale del Commonwealth, allora guidato da Joseph Cook, la quale sfociò nella creazione del Partito Nazionalista d'Australia sotto la guida di Hughes. Il Partito Laburista Nazionale non fu mai formalmente costituito come partito e non fu mai organizzato come tale, nonostante alcuni rami laburisti lo supportassero, specie in Tasmania e nell'Australia Occidentale.
| Controllo di autorità | VIAF (EN) 143373467 · LCCN (EN) no97009368 |